# محمد عبد الموجود
محمد عبد الموجود (مواليد 1 يونيو 1994) هو لاعب جودو مصري.
مثّل مصر في الألعاب الأولمبية الصيفية 2020 في طوكيو، وقبل البطولة، كان قد حقق الميدالية الذهبية 4 مرات والفضية مرتين في بطولة أفريقيا للجودو فئة وزن 66 كجم.

## طوكيو 2020
اختير عبد الموجود للمشاركة في أولمبياد طوكيو 2020 فئة 66 كجم كونه ضمن الـ18 الأوائل في ترتيب الاتحاد الدولي للجودو يوم 28 يونيو 2021.
| الرياضيّ          | الحدث                             | دور الـ64     | دور الـ32                      | دور الـ16     | ربع النهائي   | نصف النهائي   | الترضية       | النهائي / م.ب. | النهائي / م.ب. |
| الرياضيّ          | الحدث                             | الخصم النتيجة | الخصم النتيجة                  | الخصم النتيجة | الخصم النتيجة | الخصم النتيجة | الخصم النتيجة | الخصم النتيجة  | الترتيب        |
| ---------------- | --------------------------------- | ------------- | ------------------------------ | ------------- | ------------- | ------------- | ------------- | -------------- | -------------- |
| محمد عبد الموجود | الجودو – 66 كجم رجال [الإنجليزية] | —             | Cargnin (البرازيل) · خ 001–101 | لم يتأهل      | لم يتأهل      | لم يتأهل      | لم يتأهل      | لم يتأهل       | لم يتأهل       |

## روابط خارجية
- محمد عبد الموجود على موقع الفيدرالية الدولية للجودو (الإنجليزية)
- محمد عبد الموجود على موقع JudoInside.com (الإنجليزية)
- محمد عبد الموجود على موقع AllJudo.net (الفرنسية)
- محمد عبد الموجود على موقع اللجنة الأولمبية الدولية (الإنجليزية)
- محمد عبد الموجود على موقع أوليمبيديا (الإنجليزية)